# Parmaturus lanatus
Parmaturus lanatus is een haai uit de familie van de Pentanchidae. De wetenschappelijke naam van de soort werd in 2007 gepubliceerd door Bernard Séret en Peter Robert Last.